# Traité de Constantinople (1454)
Pour les articles homonymes, voir Traité de Constantinople.
Traité de paix ottomano-vénitien (1419) (en) Traité de Constantinople (1479)
Le traité de Constantinople de 1454 est un traité de paix et de commerce conclu le 18 avril 1454 entre l'Empire ottoman et la république de Venise. Il s'agit du premier traité signé par le sultan ottoman Mehmed II depuis la prise de Constantinople en 1453. Avec ce traité, il protège effectivement son Empire des tentations vénitiennes de s'emparer de Constantinople au nom de la chrétienté. De plus, il obtient de Venise qu'elle lui cède Scutari et d'autres ports le long de la côte albanaise. En échange, Venise se voit accorder une liberté de commercer quasi-totale en Méditerranée orientale sous contrôle ottoman.